# Nàng công chúa Ếch (hoạt hình)
Nàng công chúa Ếch (tiếng Nga: Царевна-лягушка) là một phim hoạt hình thuộc thể loại thần tiên - cổ tích dành cho trẻ em của hãng Soyuzmultfilm.

## Nội dung
Ngày xưa, ở một vương quốc có ông vua đã già. Một ngày nọ, nhà vua quyết định tìm vợ cho các Hoàng tử.
Nhà vua lệnh cho ba Hoàng tử hãy bắn tên ra các hướng khác nhau và cô gái nào nhặt được mũi tên thì sẽ được làm vợ các chàng.
Trong khi hai người anh đều đã tìm được vợ của mình thì Hoàng tử út tên là Ivan mãi vẫn chưa thấy trở về. Mũi tên của chàng bay xa quá, tên rơi xuống một đầm lầy, nơi có con ếch đang ngồi...

## Ê-kíp
| Vai trò         | Tên |
| --------------- | --- |
| Họa sĩ          | V.Valerianova, Pyotr Korobayev, Irina Troyanova |
| Họa sĩ thiết kế | Roman Kachanov, K.Malyshev, Vadim Dolgikh, Viktor Likhachev, Nikolai Fyodorov, Boris Chani, Boris Meyerovich, Vladimir Danilevich, Fyodor Khitruk, Tatyana Taranovich |
| Điều hành       | A.Astafyev |
| Âm nhạc         | Yury Levitin |
| Âm thanh        | Georgy Martynyuk |
| Lồng tiếng      | Boris Chirkov, A.Verbitsky, Aleksey Gribov, A.Rumnev, Georgy Millyar, M. Kupryanova, Vladimir Gribkov                                                                 |
| Dựng phim       | Lidya Kyaksht |

## Vinh danh
По русской народной сказке I МКФ в Мар-дель-Плата (Аргентина), 1960—Приз "Серебряный дубовый листок".